# Peribona
Peribona és un gènere d'arnes de la família Crambidae descrit per Pieter Cornelius Tobias Snellen el 1895. Conté una sola espècie, Peribona venosa, descrita per Arthur Gardiner Butler el 1889, que es troba a l'Himàlaia i Java.